# Riachuelo (Sergipe)
Riachuelo is een gemeente in de Braziliaanse deelstaat Sergipe. De gemeente telt 9.466 inwoners (schatting 2009).
De gemeente grenst aan Laranjeiras, Divina Pastora, Santa Rosa de Lima en Areia Branca.